# Ауторска бајка
Ауторска бајка је прозна врста епске књижевности, а писац ауторске бајке нам је познат. Ауторска (књижевна или уметничка) бајка описује фантастичне догађаје и служи се симболичним изражавањем, али, за разлику од народне бајке, тежи оригиналности слика и изражајних средстава. Ова књижевна врста је произашла из народне бајке, али се временом осамостаљује и развија се према начелима ауторског текста. Нема устаљeних почетака, завршетака, већ писац негује сопствени стил. Догађај о коме приповеда ауторска бајка често је само привидно чудесан или фантастичан и може се објаснити на рационалан начин. Најчешћа функција чудесних и фантастичних слика и призора постаје метафоричка или алегоријска. У ауторској бајци, аутор приказује свестраност људске природе, нема тако оштре подељености на добро и зло. Ауторска бајка не мора да има срећан крај. Може се окончати страдањем и смрћу јунака. Усмена и ауторска бајка нераскидиво су повезане.

## Јунаци ауторске бајке
Јунаци ауторске бајке су бића поникла из индивидуалне стваралачке фантазије или књижевности. Главни јунаци могу бити биљке, животиње, фaнтастична бића и често представљају алегорију људских односа. Могу бити  именовани ретким, необичним, симболичним именима, или именима из националне историје, предања или епске традиције. У односу на народну бајку, опис и психологија ликова су развијенији. Јунаци се мењају изнутра, психолошки сазревају. Могу имати или стећи нека натприродна својства, али се породична топлина, пријатељство, заједништво, по правилу стављају изнад њих. Јунаке покреће потрага за неком истином или животном срећом.

## Време у ауторској бајци
Време у ауторској бајци се конкретизује или као део историјске прошлости који је у вези са личностима и догађајима или као део модерне свакидашњице. Дескрипцији времена поклања се већа пажња него у народној бајци.

## Простор ауторске бајке
Простор ауторске бајке се описује и локализује у конкретне географско-историјске просторе.  